# Đô la Úc
Đô la Úc (ký hiệu: $, mã: AUD) là tiền tệ chính thức của Thịnh vượng chung Australia, bao gồm Đảo Giáng Sinh, Quần đảo Cocos (Keeling), Đảo Norfolk. Nó cũng là tiền tệ chính thức của các Quần đảo Thái Bình Dương độc lập bao gồm Kiribati, Nauru và Tuvalu. Ở ngoài lãnh thổ Úc, nó thường được nhận dạng bằng ký hiệu đô la ($), A$, đôi khi là AU$ nhằm phân biệt với những nước khác sử dụng đồng đô la. Một đô la chia làm 100 cents.
Vào tháng 4 năm 2016, Đô la Úc là loại tiền tệ phổ biến thứ năm trên thế giới, chiếm 6.9% tổng giá trị thị trường. Trong thị trường ngoại hối, nó chỉ đứng sau đồng Đô la Mỹ, đồng Euro, đồng Yên Nhật và đồng Bảng Anh. Đô la Úc rất phổ biến với các nhà đầu tư, bởi vì nó được đánh giá rất cao tại Úc, có tính tự do chuyển đổi cao trên thị trường, sự khả quan của nền kinh tế Úc và hệ thống chính trị, cung cấp lợi ích đa dạng trong đầu tư so với các đồng tiền khác trên thế giới, đặc biệt là sự tiếp xúc gần gũi với kinh tế châu Á. Đồng tiền này thường được các nhà đầu tư gọi là Aussie dollar.

## Lịch sử

Tờ A$5 Úc

Tờ A$5 Úc (2016)

Tờ A$10 Úc

Tờ A$10 Úc (2017)

Tờ A$20 Úc

Tờ A$50 Úc

Tờ A$100 Úc

Cùng với đồng pound, shilling và pence bị thay thế bởi bởi tiền tệ thập phân vào ngày 14 tháng 2 năm 1966. Năm 1963, Thủ tướng Robert Menzies, một người theo chế độ quân chủ, đã đề nghị đặt tên đồng tiền là royal. Những cái tên khác được gợi ý bao gồm austral, oz, boomer, roo, kanga, emu, dinger, quid, dinkum, ming (biệt danh của Menzies). Dưới sự ảnh hưởng của Menzies với sự chọn lựa royal, các bản mẫu đã được thiết kế và in bởi Ngân hàng Dự trữ Úc. Thống đốc Harold Holt công bố quyết định tại Quốc hội vào ngày 5 tháng 6 năm 1963. Một royal sẽ được chia làm 100 cents, nhưng các từ shilling, florin và crown sẽ được dùng để gọi những đồng 10 cents, 20 cents và 50 cents. Cái tên royal đã bị phản đối vì sự thiếu phổ biến, thậm chí Holt và vợ của ông còn bị đe doạ về cái chết. Vào ngày 24 tháng 7, Holt đã có cuộc tiếp xúc với Nội các Chính phủ và khẳng định việc chọn từ royal là một quyết định sai lầm nghiêm trọng và việc chọn tên cần được xem xét lại. Ngày 18 tháng 9, Holt đã trình Quốc hội về việc chọn dollar là cái tên của đồng tiền mới, và được chia làm 100 cents.
Đồng Bảng Úc được phát hành từ năm 1910 và chính thức tách khỏi đồng Bảng Anh từ năm 1931, đã được thay thế bằng đồng đô la vào ngày 14 tháng 2 năm 1966. Tỉ lệ quy đổi của đồng tiền mới là 2 Đô la đổi 1 Bảng Úc, hay 10 shillings đổi 1 Đô la. Tỉ giá ban đầu được gắn vào đồng Bảng Anh với tỉ giá $1 = 8 shillings ($2.50 = UK £1). Năm 1967, Úc rời hệ thống đồng Bảng, tỉ giá đồng Bảng Anh đã được quy đổi sang đồng Đô la Mỹ, và Đô la Úc đã không còn được neo vào đồng Bảng Anh nữa. Tỉ giá đã được quy đối sang Đô la Mỹ với tỉ giá A$1 = US$1.12.
Vào ngày 20 tháng 9 năm 2012, Ngân hàng Dự trữ Úc đã thông báo về dự án nâng cấp đồng tiền hiện tại. Những tờ tiền mới sẽ được nâng cấp về số lượng biện pháp chống giả nhằm tăng tính bảo mật. Đồng tiền mới đầu tiên (tờ mệnh giá 5 đô la) đã được phát hành vào ngày 1 tháng 9 năm 2016. Những mệnh giá còn lại sẽ được ra mắt vào những năm tiếp theo.

## Tiền xu
Năm 1966, tiền xu đã được phát hành với các mệnh giá 1 cent, 2 cents, 5 cents, 10 cents, 20 cents, 50 cents. Đồng 50 cents chứa một hàm lượng bạc rất lớn (80%) và được thay thế bằng một loại đồng xu khác có hàm lượng bạc thấp hơn nhằm giảm giá thành sản xuất. Đồng xu 1 đô la được phát hành vào năm 1984, và đồng xu 2 đô la được phát hành vào năm 1988. Đồng 1 cent và 2 cents bị ngừng phát hành từ năm 1991. Để kỷ nhiệm 40 năm ngày phát hành tiền thập phân, năm 2006, Royal Australian Mint đã ra mắt phiên bản giới hạn và lưu nhiệm của đồng 1 cent và 2 cents. Đầu năm 2013, đồng tiền hình tam giác đầu tiên của Úc đã được phát hành nhằm kỷ niệm 25 năm ngày khánh thành toà nhà Quốc hội. Đồng xu $5 chứa 99.9% bạc và có hình ảnh toà nhà Quốc hội từ góc nhìn từ một trong những sảnh của toà nhà. Việc sử dụng tiền tệ được khuyến khích làm tròn đến đồng 5 cents. Tất cả mệnh giá tiền xu đều miêu tả những thứ cao quý nhất của Úc, Nữ hoàng Elizabeth II ở mặt trước. Tất cả đều được đúc bởi Royal Australian Mint.
Úc thường xuyên ra mắt phiên bản lưu nhiệm của đồng 50 cents. Đồng đầu tiên được ra mắt vào năm 1970, kỷ niệm James Cook thăm dò dọc theo bờ biển phía đông của lục địa Úc. Tiếp theo là vào năm 1977 nhằm kỷ niệm 25 năm ngày lên ngôi của Nữ hoàng Elizabeth II, đám cưới của Charles, Thân vương xứ Wales và Diana, Vương phi xứ Wales vào năm 1981, Đại hội thể thao Khối Thịnh vượng chung Brisbane năm 1982, 200 năm thành lập nước Úc vào năm 1988. Một lượng lớn phiên bản đã được phát hành vào những năm 1990s và thế kỷ 21 nhằm phục vụ cho các nhà sưu tầm. Úc cũng đã phát hành phiên bản đặc biệt cho đồng 20 cents, 1 đô la và 2 đô la.
Những đồng 5 cents, 10 cents và 20 cents hiện tại có kích thước giống với mệnh giá tương đương của Đô la New Zealand và đồng 6 pence, shilling và 2 shillings (florin) của Anh. Năm 1990, Anh đã thay thế những đồng tiền trên bằng những đồng khác có kích thước nhỏ hơn, và New Zealand đã làm điều tương tự vào năm 2006 cùng với việc ngừng lưu hành đồng 5 cents. Với khối lượng 15.55 grams (0.549 oz) và đường kính 31.51 mm (1.25 in), đồng 50 cents Úc là một trong những đồng tiền xu lớn nhất được sử dụng trong lưu thông ngày nay. Trong lưu thông, đồng 5 cents cũ, đồng 10 cents và 20 cents Đô la New Zealand đường bị nhầm lẫn với những đồng tiền có mệnh giá tương đương của Úc vì có cùng mệnh giá, kích thước và cạnh. Cho đến khi kích thước của các đồng xu New Zealand được thay đổi vào năm 2004, tiền xu Úc với những mệnh giá dưới đô la vẫn được sử dụng ở cả hai nước. Có một sự nhầm lẫn thú vị giữa tiền xu mệnh giá lớn của 2 nước. Đồng $1 của Úc có kích thước giống đồng $2 của New Zealand, và đồng $1 của New Zealand có kích thước giống đồng $2 của Úc. Kết quả là các đồng xu của Úc thường xuyên được tìm thấy ở New Zealand và ngược lại.

## Tiền giấy

### Series đầu tiên
Series đầu tiên của Đô la Úc được phát hành vào năm 1966. Các mệnh giá A$1, A$2, A$10 và A$20 đã được phát hành nhằm thay thế đồng bảng. Tờ A$5, A$50 và A$100 lần lượt được phát hành vào các năm 1967, 1973, 1984.

### Polymer Series
Tờ tiền polymer đầu tiên được phát hành vào năm 1988 bởi Ngân hàng Dự trữ Australia,là tờ tiền polymer được làm bằng polypropylen (in ấn bởi Note Printing Australia) nhằm kỷ niệm 200 năm ngày người Châu Âu định cư ở Úc. Toàn bộ tờ tiền đang trong lưu thông đều được làm bằng polymer.

### New Polymer Series
Phiên bản mới của những tờ tiền polymer đang được thiết kế và sản xuất, bắt đầu với tờ A$5 được phát hành vào ngày 1 tháng 9 năm 2016. Tờ A$10 mới sẽ được phát hành vào tháng 9 năm 2017.